# Юбилейный (дворец спорта, Воронеж)
«Юбилейный» — ледовый дворец спорта в городе Воронеж, домашняя арена хоккейного клуба «Буран». Располагается в Центральном районе города. Является единственной ледовой ареной в Воронежской области, которая имеет искусственный лед.

## История
Дворец спорта был открыт 1 января 1986 г. Его открытие было приурочено к 400-летию Воронежа, поэтому и был Дворец назван «Юбилейным».
С тех пор здесь тренируются фигуристы и ученики детской спортивной школы. Здесь же проводятся массовые катания на коньках воронежцев. В здании Дворца спорта располагается также Детская юношеская спортивная школа № 24 по хоккею имени В. Третьяка.
Основным назначением Дворца спорта остаётся проведение спортивных соревнований — в нём проводятся все домашние матчи воронежской хоккейной команды «Буран».
В 2004 г. во Дворце спорта состоялся 40-й хоккейный турнир «Золотая шайба» среди детских команд, посвящённый 85-летию со дня рождения тренера Анатолия Тарасова.
В апреле 2012 г. здесь прошёл Всероссийский юношеский хоккейный турнир «Кубок Владислава Третьяка»
В 2007 г. Дворец спорта прошёл реконструкцию, которая длилась 7 месяцев.
Кроме спортивных соревнований во Дворце выступают различные певцы и рок-группы. Например, в 2015 г. здесь прошёл концерт группы Thirty Seconds to Mars.